# Antonov An-74
O Antonov An-74 (Designação NATO: Coaler) é uma aeronave de transporte soviética/ucraniana, projetada pela Antonov. É uma variante do An-72.
O An-72 e o An-74 receberam o apelido Cheburashka, devido às grandes entradas de ar dos motores, que lembram as orelhas grandes do personagem animado soviético de mesmo nome.

## Projeto e desenvolvimento
O An-74 foi inicialmente uma melhoria do An-72, com a intenção de utilizá-lo no Ártico e na Antártica, possuindo a designação inicial An-72A "Ártico". O principal papel da aeronave era de entregar cargas, equipamento e pessoal em rotas de curto e médio alcance em quaisquer condições climáticas variando de −60 °C a +45 °C e em qualquer latitude, incluindo o Pólo Norte, além de operar em altas altitudes. Pode também operar de aeródromos pouco preparados, com pistas de concreto, seixo, gelo e neve.
Produzido paralelamente com o An-72, o An-74 pode ser equipado com esquis no trem de pouso, equipamentos de degelo e uma variedade de melhorias, permitindo a aeronave suportar operações no meio ambiente do Ártico e da Antártica.
O desenho não dos mais usuais (assim como no An-72), utilizando o Efeito Coandă para melhorar o desempenho STOL, utlizando os gases de exaustão dos motores sobre a superfície da asa para aumentar a sustentação. Os motores utilizados são o turbofan Lotarev D-36. O An-74 faz lembrar o Boeing YC-14, um protótipo do início da década de 1970 que também utilizava motores sobre a asa para aproveitar o efeito Coandă.
A fuselagem traseira da aeronave possui uma rampa de carregamento. Possui uma carga paga de 7,5 toneladas com até dez passageiros na versão cargueira ou até 52 assentos na versão de passageiro. O teto operacional é de 10 100 m (33 100 ft) e a velocidade de cruzeiro varia entre 550 e 700 km/h. A aeronave pode também ser utilizada para operações especializadas:
- Escolta de embarcações;
- Estabelecimento e manutenção de estações de deriva;
- Operações de pesquisa nas regiões do Ártico e da Antártica;
- Patrulha visual de gelo;
- Reconhecimento de pescaria.

### Produção
| Produção total | 2014 | 2013 | 2012 | 2011 | 2010 | 2009 | 2008 | 2007 | 2006 | 2005 | 2004 | 2003 | 2002 | 2001 | 2000 | 1999 | 1998 | 1997 | 1996 | 1995 | 1994 |
| -------------- | ---- | ---- | ---- | ---- | ---- | ---- | ---- | ---- | ---- | ---- | ---- | ---- | ---- | ---- | ---- | ---- | ---- | ---- | ---- | ---- | ---- |
| 76             | 1    | 1    | 2    | 1    | 1    | 2    | 0    | 0    | 1    | 1    | 1    | 0    | 0    | 1    | 1    | 0    | 1    | 15   | 2    | 6    | 10   |

| 1993 | 1992 | 1991 | 1990 | 1989 | 1988 | 1987 | 1986 | 1985 | 1984 | 1983 |
| ---- | ---- | ---- | ---- | ---- | ---- | ---- | ---- | ---- | ---- | ---- |
| 6    | 15   | 0    | 3    | 0    | 1    | 1    | 1    | 0    | 0    | 2    |

## Histórico operacional
Até Janeiro de 2006, 23 de um total de 30 aeronaves registradas na Rússia estavam em operação.

## Versões

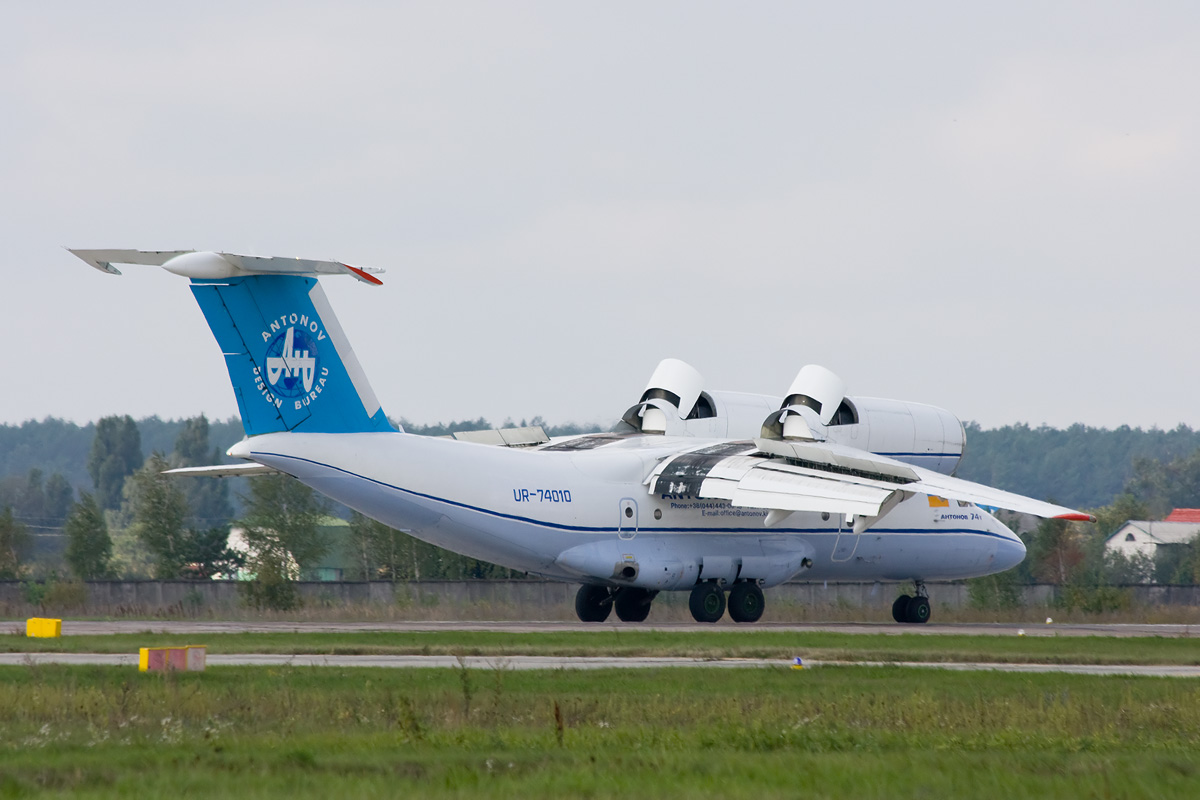
Desaceleração de um An-74 durante o pouso com os reversores sendo utilizados

- An-74: Modelo de suporte à operação no Ártico/Antártico com espaço para cinco tripulantes, maior capacidade de combustível, radar maior no radome do nariz, equipamentos de navegação melhorados, melhores equipamentos de degelo e pode ser equipado com esquis no trem de pouso
- An-74A: Modelo de passageiros ou de carga
- An-74MP: Versão de patrulha marítima. Pode transportar 44 soldados, 22 paraquedistas, 16 macas com médicos ou dez toneladas de carga
- An-74T: Versão cargueira equipada com um guincho interno, equipamentos e carga e pontos de içamento de carga. Pode ser equipado com linhas estáticas para paraquedistas ou liberação de carga em voo
- An-74T-100: Versão do An-74T equipada com uma estação para navegador
- An-74D
- An-74-100: Versão do An-74T equipada com uma estação para navegador
- An-74-200: Transporte militar baseado no An-74T
- An-74TK: Modelo conversível de passageiros ou carga que pode ser equipado para até 52 passageiros, todo cargueiro ou um misto dos dois.
- An-74TK-100: Versão do An-74TK equipada com uma estação para navegador
- An-74TK-200: Versão do An-74TK configurada para apenas dois tripulantes
- An-74TK-200C: Versão cargueira do An-74TK-200
- An-74T-200: Aeronave de transporte militar
- An-74T-200A: Aeronave de transporte militar[5][6]
- An-74TK-300: Modelo do An-74TK primariamente para clientes civis com motores mais eficientes em pilones convencionais abaixo da asa, com capacidade STOL, oferecendo menor custo operacional e maior velocidade. Incorpora também aviônicos melhorados e melhor conforto para os passageiros
- An-74TK-300D: Um An-74 com motores instalados abaixo da asa[7][8]
- An-74-400: Versão maior proposta do modelo An-74TK-300, aumentando seu comprimento em 8 metros, podendo ser equipado com motores mais potentes

### Antonov An-174
O Antonov An-174, assim como todos os outros aviões que levam "Antonov" no nome, foram desenvolvidos por Oleg Antonov, (1906-1984) ou, pelo menos, pela companhia que ele criou.
O modelo mencionado é baseado no Antonov An-74. Entretanto, ele se diferencia do An-74 por dois motivos principais:
- Os motores do Antonov An-174 estão situados em baixo das asas, como a maioria dos aviões turborreatores.
- O An-174 é maior que o An-74.[9]

Por estas razões, mas principalmente pela última, ele foi batizado de An-174.

## Operadores

### Civis

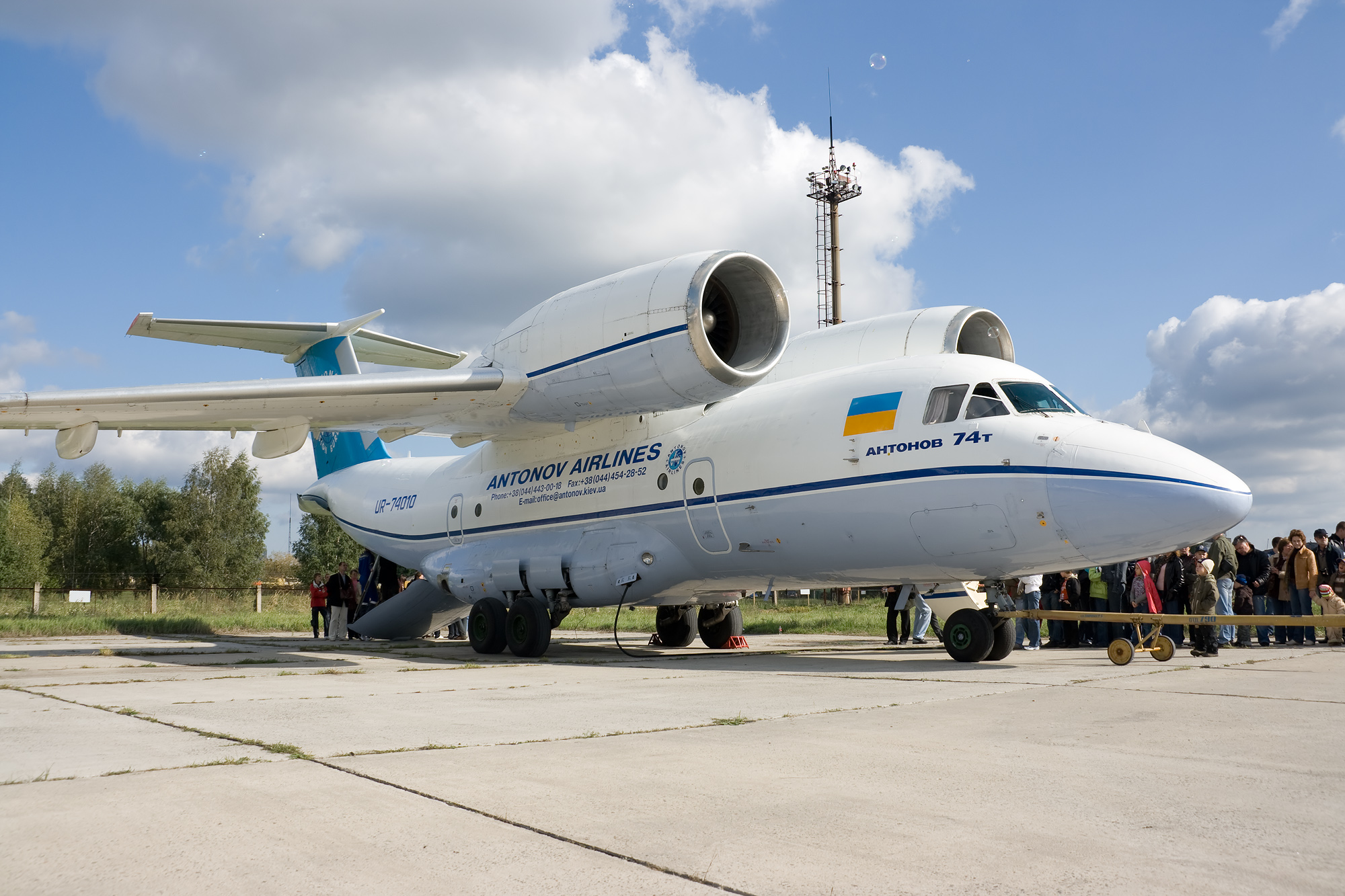
An-74 da Antonov Airlines no Aeroporto Internacional de Gostomel (aeroporto da Antonov)

Rússia
- Aeroflot

 Ucrânia
- CAVOK Air

### Militar
Egito
- Força Aérea do Egito: Nove (An-74T-200A) (mais quatro pedidos)

 Irão

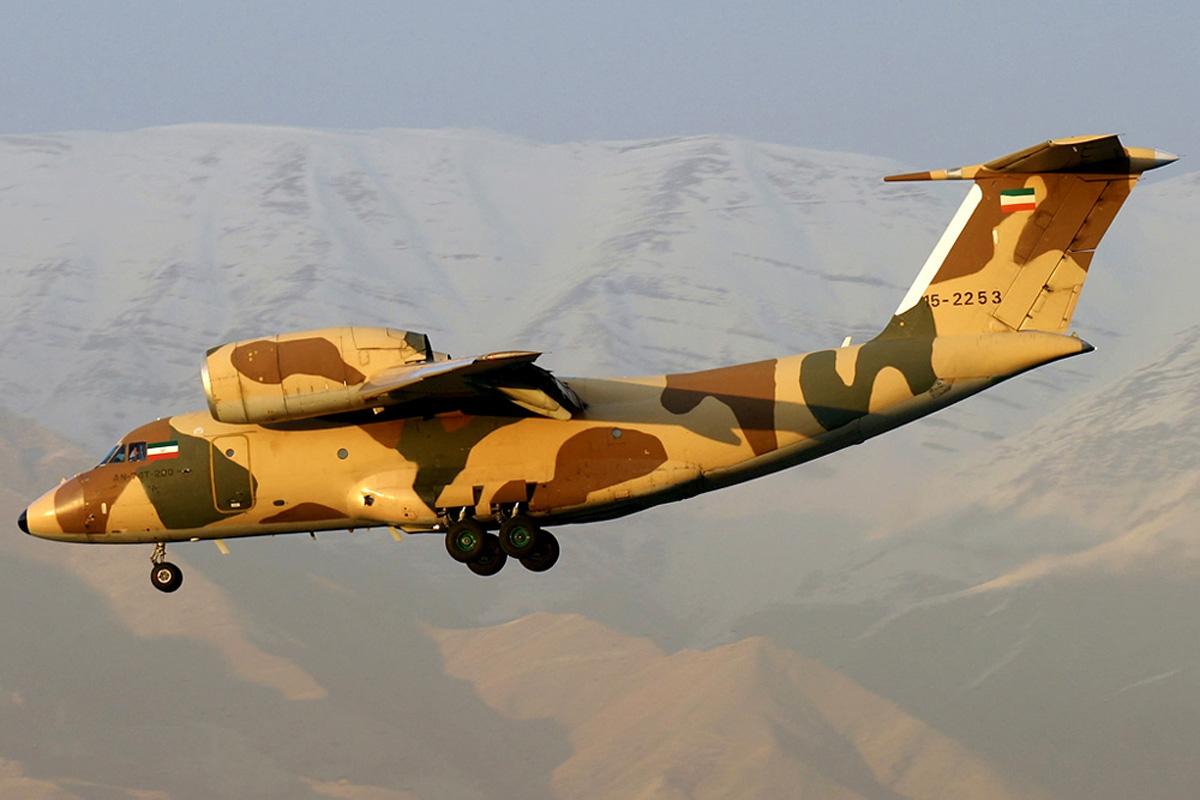
Um An-74TK-200 do Exército dos Guardiães da Revolução Islâmica

- Força Aérea do Irã: Quatro (An-74TK-200), sete (An-74T-200); transferidos mais tarde para a Exército dos Guardiães da Revolução Islâmica

 Laos
- Força Aérea do Exército de Libertação de Laos: Um (An-74TK-300D)[10]

## Acidentes e incidentes notáveis
- Em 16 de Setembro de 1991, um An-74 transportando um carregamento de peixe de Petropavlovsk-Kamchatskiy para Kiev via Lensk e Omsk se acidentou após decolar do Aeroporto de Lensk, matando as 13 pessoas a bordo. A causa do acidente foi o carregamento demasiado da aeronave, combinado com a retração prematura dos flaps.[11]
- No dia 23 de Abril de 2006, um An-74TK-200 da Força Aérea Líbia transportando comida em missão humanitária para Chade, se acidentou próximo ao vilarejo de Kousséri, nas vizinhanças de Camarões após abandonar seu pouso em N'Djamena. Todos os seis tripulantes ucranianos foram mortos.[12]
- Em 27 de Novembro de 2006, um Antonov An-74 do Exército dos Guardiães da Revolução Islâmica, número de série 15-2255, se acidentou na decolagem do Aeroporto Internacional de Mehrabad. Houve 37 fatalidades de um total de 38 pessoas a bordo da aeronave.[13][14]
- No dia 17 de Maio de 2014, um An-74TK-300 da Força Aérea do Exército de Libertação de Laos transportando o Ministro da Defesa de Laos Douangchay Phichit e outros oficiais se acidentou na região norte do país, na província de Xieng Khouang, a cerca de 500 km da capital Vientiane.[15]
- Em 29 de Julho de 2017, um An-74TK100 UR-CKC da CAVOK Air se acidentou na decolagem do Aeroporto Internacional de São Tomé e ficou destruído. Foi relatado uma colisão com ave e a aeronave varou ao final da pista enquanto tentava abortar a decolagem.[16]